# 살미아키

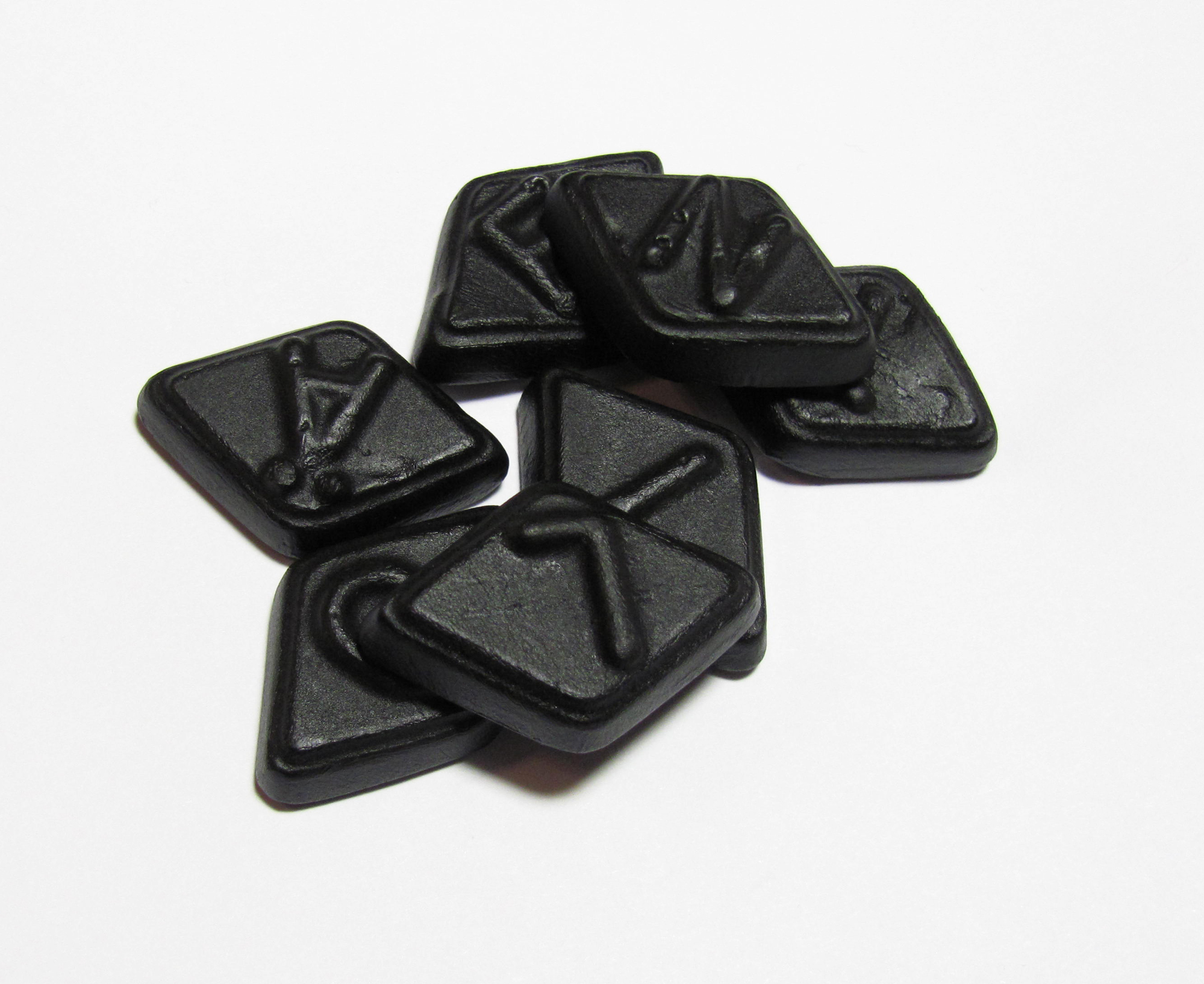

살미아키(핀란드어: salmiakki)는 북유럽 국가, 네덜란드, 독일, 핀란드 북부 등지에 흔한 감초사탕의 일종이다. 염화암모늄 성분이 있으며 이 때문에 짜고 떫은 맛이 나며 혀가 얼얼해지고 찌르는 듯한 느낌이 들게 된다. 후천기호식품이다.